# Carl Canedy
Carl Canedy (narozen v USA, kde také žije) je americký bubeník, nejvíce známý jako bývalý člen heavy metalové skupiny Manowar.

## Hudební Kariéra
Studoval hraní na bicí například společně s Carmine Appicem. Carl byl členem Manowar v letech 1980–1981, s kterými vystupoval pod pseudonymem Karl Kennedy. Je také skladatelem písní, má přes stovku songů zaregistrovaných u amerického kolektivního správce autorských práv k hudbě – u společnosti BMI. Je spoluzakladatelem heavy metalové skupiny The Rods (vznikla v roce 1980, hrál tedy v Manowar a v The Rods zároveň), ve které hraje až dodnes. Hraje nejenom na bicí, ale i na klávesy, baskytaru a klasickou kytaru.